# M'sRealize
株式会社エムズリアライズは、三重県桑名市に本社を置く自動車部品の企画製造を主とする会社。2018年名古屋市から三重県桑名市に本店移転。

## 会社概要
自動車純正部品や純正用品の企画デザインや開発製造を行う企業。
公益社団法人日本インダストリアルデザイナー協会正会員。
三重県スマート林業推進委員会会員。
自社ブランド「M'sRealize」製品の商品販売や、企業から受託した商品の開発～製造を行っているファブレスメーカー。
樹脂成形品のエアロパーツやインテリア部品、ステンレス鋼やチタン製のマフラーなどの開発、販売を行っている。
またメルセデス・ベンツ、アウディ、アルファロメオ、ルノーなど輸入車の純正品として簡易的に盗難防止するナンバープレートロックボルトなどを納入している。
自社ブランドのトヨタマークX用「アイラン」「ドアガーニッシュ」「サイレントマフラー」「チタンサクションパイプ」などが車マニアの中で人気商品となっている。
社名の「M'sRealize」は“M's”は"松田の”（現社長）“Realize”は「具体化する」「具現化する」を意味している。
企業のコンセプトは頭の中のバーチャルな想いを「斬新」と「精悍」をイメージに「具現化する」としている。
ちなみに、創業時には、自動車純正品用品製造の株式会社村上商会(東京都目黒区）が関わっている。
現社長の松田健（兵庫県出身）は芸大卒業後、自動車メーカーマツダの関連企業や自動車部品製造企業にてインテリアとエクステリアの部品開発を経て硬質軟質樹脂、縫製、プレス品など幅広い製造方法を経験後、独立している。

## 自動車部品その他工業製品
- エアロパーツのデザイン、モデル製作、製造（トヨタ・マークX、クラウン、トヨタ・86、日産・スカイライン、トヨタ・プリウス、フォード用など）
- コンセプトカー製作
- サイレントマフラーの製造（マークX、スカイライン、マツダ・RX-8、マツダ・ロードスターなど）
- 盗難防止ナンバープレートボルト（メルセデス・ベンツ、アウディ、アルファロメオ、ルノー、ボルボなど）
- チタンサクションパイプの製造（マークX、クラウン、レクサス・ISなど）
- 撥水ボディコーティング剤の販売
- ３Ｄスキャン～サーフェスモデリング・ソリッドモデリングCAD設計、ＦＲＰ試作

## その他産業品
- 岩盤浴用機器製造（座椅子、ベッド）
- 二酸化チタン触媒販売（一般家庭用針きゅう機器、消臭機器、水質改善機器）
- スポーツ用品製造（少年野球用キャッチャーマスク、プロテクター）
- 舞台芸術品製造（大型FRPオブジェの製作）
- 工業製品のデザイン設計
- 工業製品のカタログ製作
- ドローン点検測量空撮、映像製作

## イベント
- 名古屋オートトレンド2009出展
- 名古屋オートトレンド2010出展
- マークX全国オフ会
- 東京オートサロン　レイズブースに展示
- SEDANDALE